# Collette Wolfe
Collette Wolfe (nascida em 4 de abril de 1980) é uma atriz norte-americana. É mais conhecida por seus papéis em filmes como Observe and Report (2009), Hot Tub Time Machine (2010) e Jovens Adultos (2011).